# Classificazione delle Expo
Il Bureau International des Expositions (BIE) a partire dalla sua istituzione nel 1928 ha sempre classificato le esposizioni da esso patrocinate rispetto alla durata, alla frequenza, alla dimensione dell'area e alle responsabilità riguardo all'organizzazione dei padiglioni delle Expo. Sono entrati in vigore tre diversi protocolli al riguardo, le cui specifiche sono presentate nel seguito.
Il BIE può inoltre garantire il riconoscimento a: 
- Esposizioni Orticole di categoria A1 approvate dall'Associazione Internazionale dei Produttori Ortoculturali (AIPH -  International Association of Horticultural Producers), sempre che ci sia un intervallo di almeno due anni tra esposizioni organizzate da due Paesi differenti, e di almeno dieci anni tra eventi organizzati nello stesso Paese;
- Esposizioni di arti decorative e architettura moderna della Triennale di Milano, sulla base di precedenze storiche, sempre che mantengano le caratteristiche originali.

## Prima fase (1931-1980)
Dal 1931 (quando la Convenzione del 1928 entrò in vigore) fino al 1980, vennero riconosciuti due tipi di Expo: 
1. Esposizione Generale, categoria a sua volta suddivisa in:
  - Esposizione Generale di 1ª categoria: della durata massima di dodici mesi si svolgevano ogni 6 anni e i paesi partecipanti dovevano costruire i propri padiglioni;
  - Esposizione Generale di 2ª categoria: della durata massima di dodici mesi, si svolgevano ogni 4 anni e in cui i padiglioni erano costruiti dall'organizzazione della Expo;
2. Esposizione Speciale: della durata massima di sei mesi, non prevedevano restrizioni in termini di frequenza ma i padiglioni erano costruiti dalla stessa organizzazione della Expo.

In nessun caso erano previste restrizioni sull'area del sito dell'esposizione.
Durante alcune Esposizioni Internazionali i paesi partecipanti dovettero costruire i propri padiglioni; fra di esse ricordiamo l'Esposizione Universale di Parigi del 1937 e l'Esposizione Internazionale di Liegi del 1939, così come l'Esposizione Universale di New York del 1939 e l'Esposizione di Seattle del 1962 (tutte Esposizioni Universali di 2ª categoria).

## Seconda fase (1980-1996)
Con il protocollo del 1972 si dette vita alla seconda fase, che codificava solo due tipi di esposizioni con le seguenti caratteristiche: 
1. Esposizione Universale:
  - Frequenza: ogni dieci anni (riducibile a sette con l'approvazione dei due terzi dei votanti presso il BIE)
  - Durata massima: sei mesi
  - Costruzione dei padiglioni da parte dei partecipanti
  - Area del sito illimitata
2. Esposizione Specializzata:
  - Frequenza: ogni due anni (possibilità di eliminare questa restrizione con voto favorevole dei due terzi del BIE)
  - Durata massima: sei mesi
  - Costruzione dei padiglioni da parte degli organizzatori
  - Area del sito illimitata

## Terza fase (1996-...)
(BIE, Protocollo 1988)
(BIE, Protocollo 1988)
L'ultima fase si è aperta con il protocollo del 1988 che prevede la seguente classificazione: 
1. International Registered Exhibition o World Expo (comunemente detta Esposizione Universale, formalmente registrata dal BIE)
  - Frequenza: ogni 5 anni
  - Durata massima: 6 mesi
  - Costruzione dei padiglioni da parte dei partecipanti
  - Dimensioni dell'area non definite
  - Tema generale
2. International Recognised Exhibition o Specialised Expo (comunemente detta Esposizione Specializzata, formalmente riconosciuta dal BIE)
  - Frequenza: si tengono nell'intervallo fra due Expo registrate
  - Durata massima: 3 mesi
  - Costruzione dei padiglioni da parte degli organizzatori. Ad un Paese partecipante non possono essere assegnati più di 1.000 m² di superficie espositiva
  - Superficie massima del sito: 25 ha
  - Tema specifico

In generale valgono anche le seguenti regole:
- l'intervallo fra due Expo organizzate dallo stesso Paese deve essere di almeno 15 anni;
- dopo la presentazione della prima candidatura gli altri Paesi membri hanno 6 mesi di tempo per presentare candidature alternative.

Il protocollo non è valido per i seguenti casi:
- Esposizioni della durata minore di tre mesi;
- Esposizioni d'arte;
- Esposizioni di natura essenzialmente commerciale (fiere);